# Toxorhina (Toxorhina) mendosa
Toxorhina (Toxorhina) mendosa is een tweevleugelige uit de familie steltmuggen (Limoniidae). De soort komt voor in het Neotropisch gebied.